# Katarina Čufar
Katarina Čufar (r. Pleško), slovenska lesarska strokovnjakinja, * 11. marec 1958, Ljubljana.
Na ljubljanski Biotehniški fakulteti je 1981 diplomirala na oddelku za lesarstvo in prav tam 1990 doktorirala pod mentorstvom prof. dr. Nikolaja Torellija. Od 1981 je bila tam tudi zaposlena, od 1991 kot docentka, 1996 je postala izredna, 2008 redna profesorica. Stokovno se je izpopolnjevala v Hamburgu. V raziskovalnem delu se je med drugim posvetila proučevanju lesne anatomije in lesnih lastnosti. V letih 1992−2002 je vodila projekt uvajanja dendrokronologije v Sloveniji, spodbuja in izvaja tudi mednarodne raziskovalne projekte in uveljavlja lesarska znanja v arheologiji in restavratorstvu. Objavila je več znanstvenih člankov.
Prejela je Zoisovo priznanje za pomembne znanstvenoraziskovalne dosežke za razvoj dendrokronologije in znanosti o lesu (2020) in zlato plaketo Univerze v Ljubljani za izjemne znanstvenoraziskovalne dosežke, za zgledno pedagoško delo in za zasluge pri                        krepitvi ugleda univerze (2020). Po upokojitvi je bila imenovana še za zaslužno profesorico UL (2023). 